# Fleuves
Pour les articles homonymes, voir Fleuve (homonymie).
Fleuves est un trio musical français, originaire de Bretagne, formé en 2013 par Émilien Robic (clarinette), Romain Dubois (piano Rhodes) et Samson Dayou (basse). Il mêle musique bretonne, jazz et musique électronique. Son répertoire évolue autour de la musique à danser, ce qui amène le groupe à se produire essentiellement en fest-noz en Bretagne, mais également en festival. Il a à son actif trois albums studio, bien accueillis par le public, avec une reconnaissance professionnelle.

## Biographie

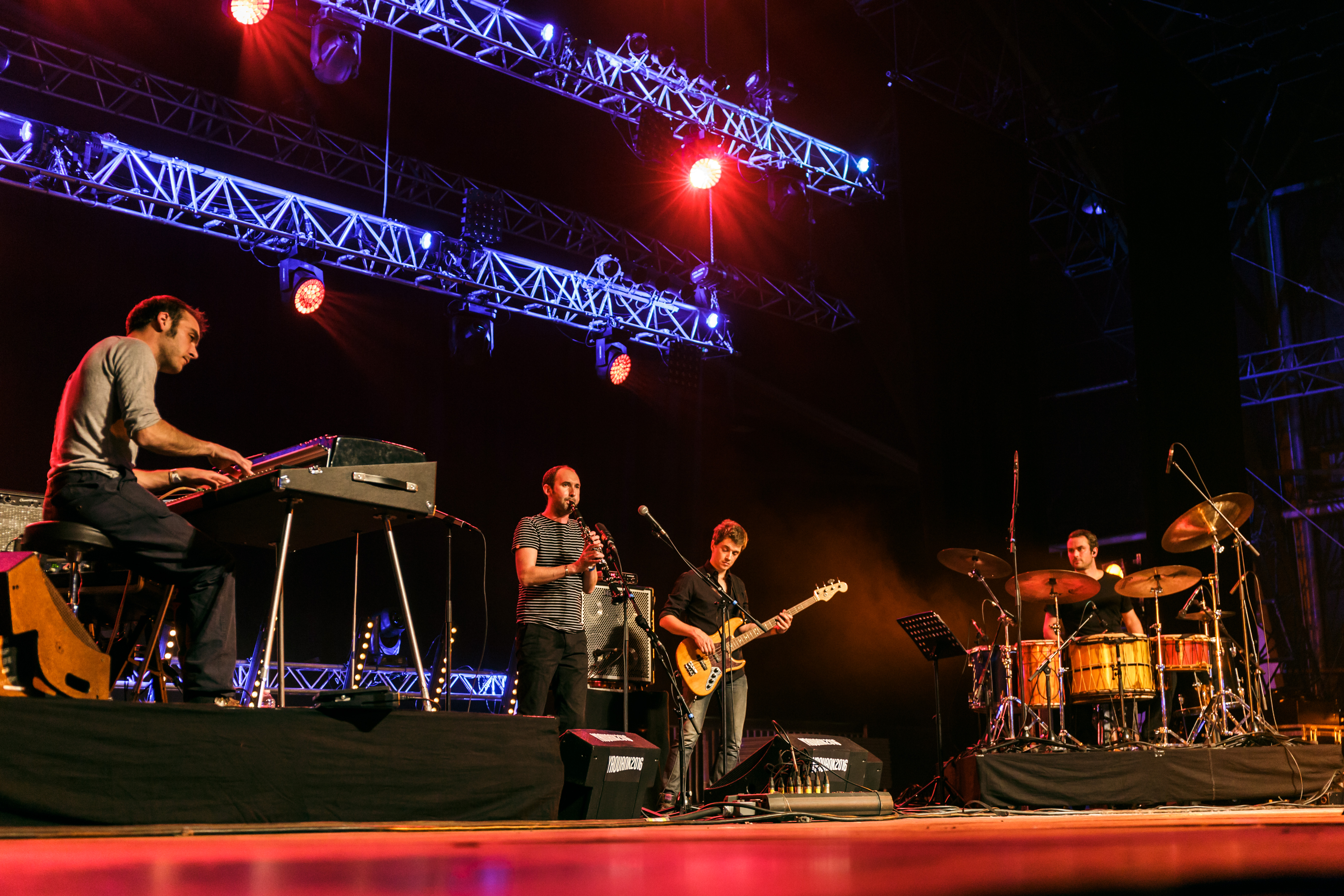
Fleuves avec Antonin Volson aux percussions au festival Yaouank.

Les trois musiciens de Fleuves sont issus de différents courants musicaux. Leurs chemins musicaux se sont néanmoins croisés, tout d'abord entre Émilien Robic et son cousin Samson Dayou, qui jouent dans le groupe Kentañ. Les Brestois Romain Dubois et Samson Dayou travaillent ensemble pendant plus de dix ans. Un duo Robic-Dubois est monté pour le concours Duo libre du Championnat des sonneurs de Gourin, qu'il remporte en 2012, ce qui les convainc de lancer leur projet de groupe.
Le groupe Fleuves est révélé lors du festival Yaouank à Rennes en 2013. Le trio va alors écumer les festivals comme les Vieilles Charrues ou le Festival interceltique de Lorient, avant de sortir son premier album en 2016. Le groupe est accompagné sur celui-ci des voix de Youenn Lange et Loeiza Beauvir sur deux gwerz, de la trompette de Youn Kamm et des percussions d'Antonin Volson. La danse plinn de cet album rencontre le succès, auprès des danseurs de fest-noz mais également des médias, intégrée par exemple comme générique de l'émission Arvest Kafe sur les chaînes bretonnes. La pochette est une évocation de plaque de métal marin présente sur la salle des musiques actuelles de Brest, la Carène.
Le groupe participe de nouveau à Yaouank en 2016 et en est tête d'affiche en 2019. Il continue par ailleurs sa participation à différents festivals, en Bretagne et en France, comme aux Transmusicales, Eurofonik ou à Jazz à Vienne, et sort son second album, #2, en avril 2019. Après un premier album « salué par la critique comme par le public », le succès est également au rendez-vous pour le second opus. Une part plus importante est accordée aux compositions, aux improvisations et aux arrangements électroniques. Antonin Volson et Dour/Le Pottier Quartet font partie des invités. Lors de festoù-noz, il est arrivé au groupe de réaliser des collaborations scéniques, avec Krismenn & Alem (fête de la langue bretonne à Langonnet), Dour/Le Pottier (Festival Fisel 2019), Rozenn Talec et Barba Loutig (théâtre de Cornouaille 2019), 'Ndiaz (fête de la Bretagne).

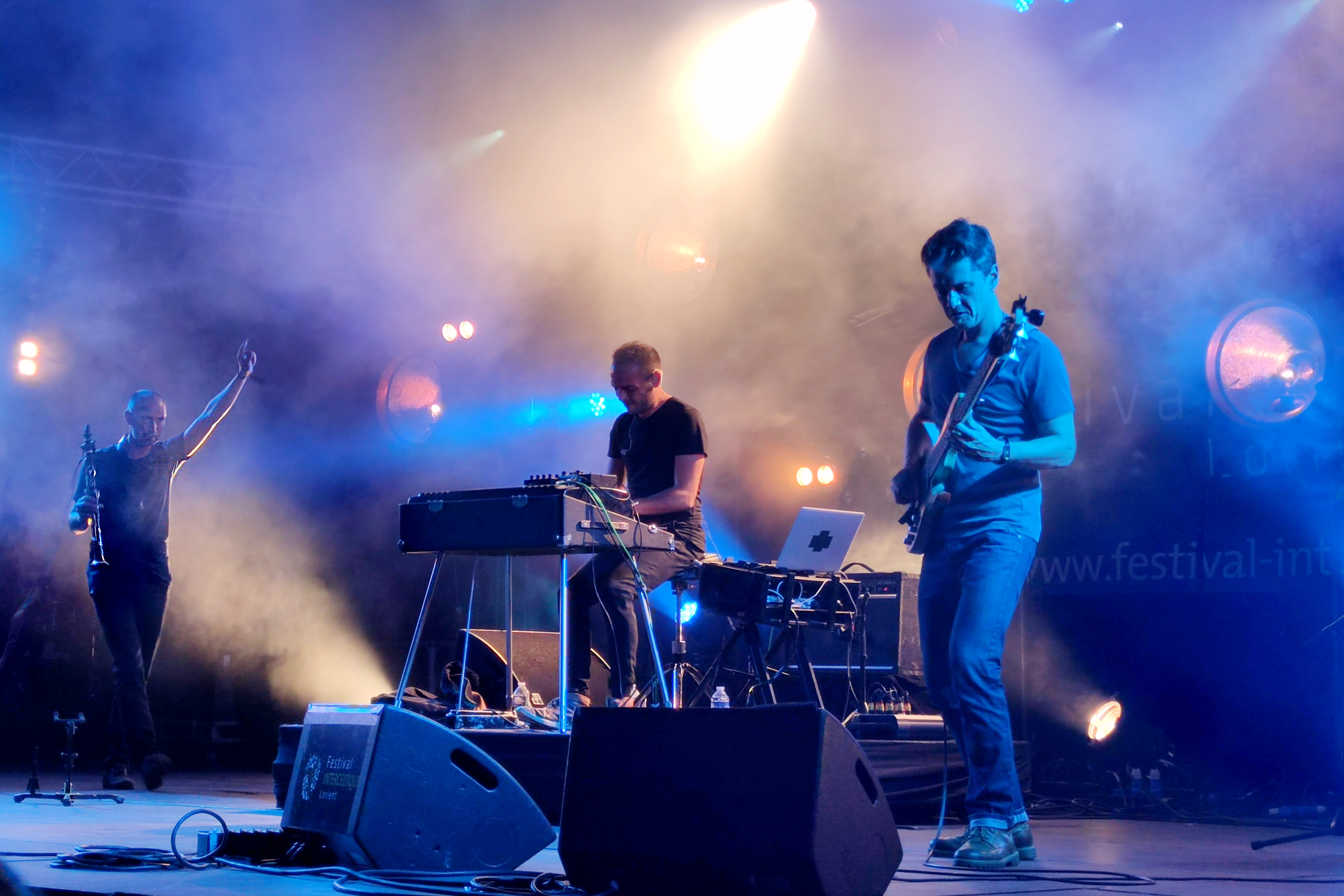
Fleuves de retour en fest-noz et à Lorient au Festival interceltique 2021.

L'été, leur prestation aux Vieilles Charrues est « un plébiscite » ainsi que le concert au festival Interceltique de Lorient 2019,, diffusé en direct par France 3 Bretagne et rediffusé en avril 2020. Leur passage au fest-noz Yaouank passe quant à lui sur France 3 Bretagne en janvier 2021 à la place de l'émission Bali Breizh. Après ces rendez-vous avec le public, la presse spécialisée considère que Fleuves « a acquis le statut de tête d'affiche ».
En janvier 2020, le groupe atteint un million d’écoutes numériques cumulées avec leurs deux albums. Tête d'affiche d’un grand fest-noz à Paris La Défense Aréna en mars 2020, l'événement est finalement annulé au début de la pandémie de Covid-19. En septembre 2020, un double-vinyle compile 17 titres des albums #1 et #2 particulièrement plébiscités par le public. Un EP sort le 4 juin 2021, Odyssea, comportant 4 chansons en breton et français enregistrées avec la chanteuse brestoise Sarah Floc'h qui signe des textes aux thématiques actuelles (la danse en temps de pandémie, les travailleurs pauvres, les enfants migrants en mer). Me zo ganet e kreiz ar mor (« Je suis né au milieu de la mer ») fait l'objet d'un clip, tourné sur le port de Brest avec une danseuse contemporaine. Fleuves réalise quelques dates estivales, en festival notamment comme au festival Kann Al Loar à Landerneau, au Bout du monde et à l'Interceltique.

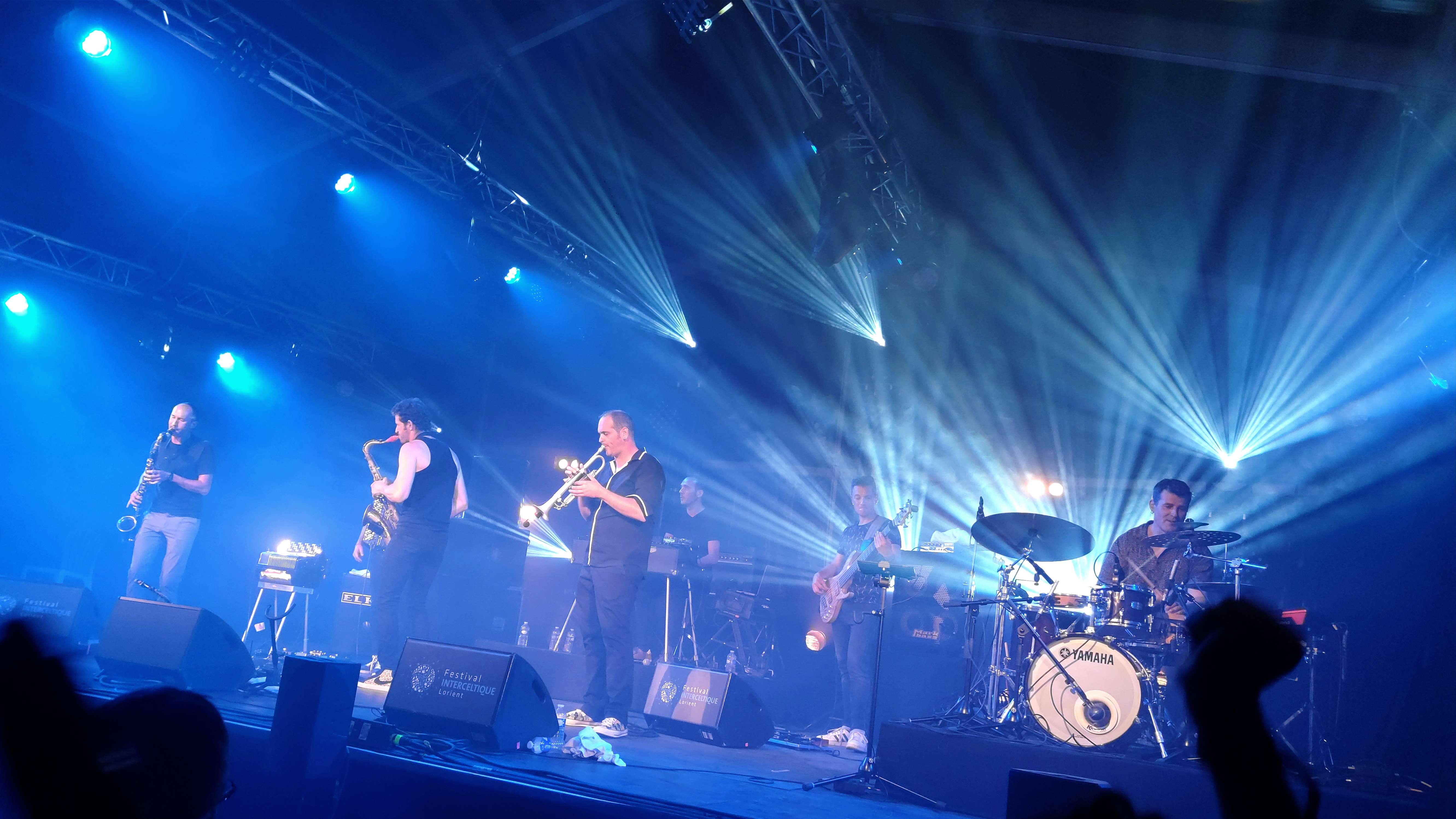
"Supreme Folklore" au Festival Interceltique 2022
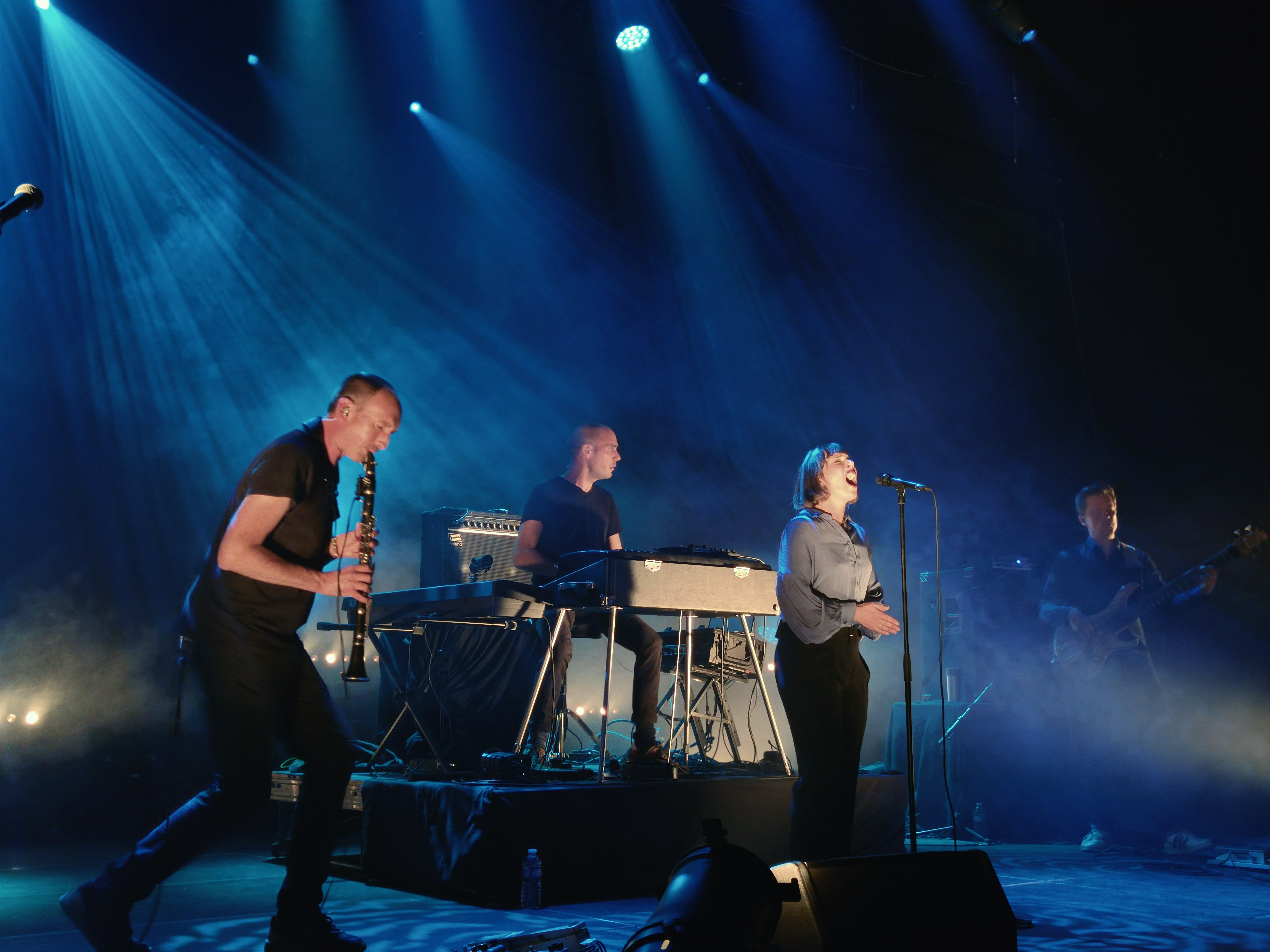
Concert avec Sarah Floc'h pour "Odyssea" à Auray
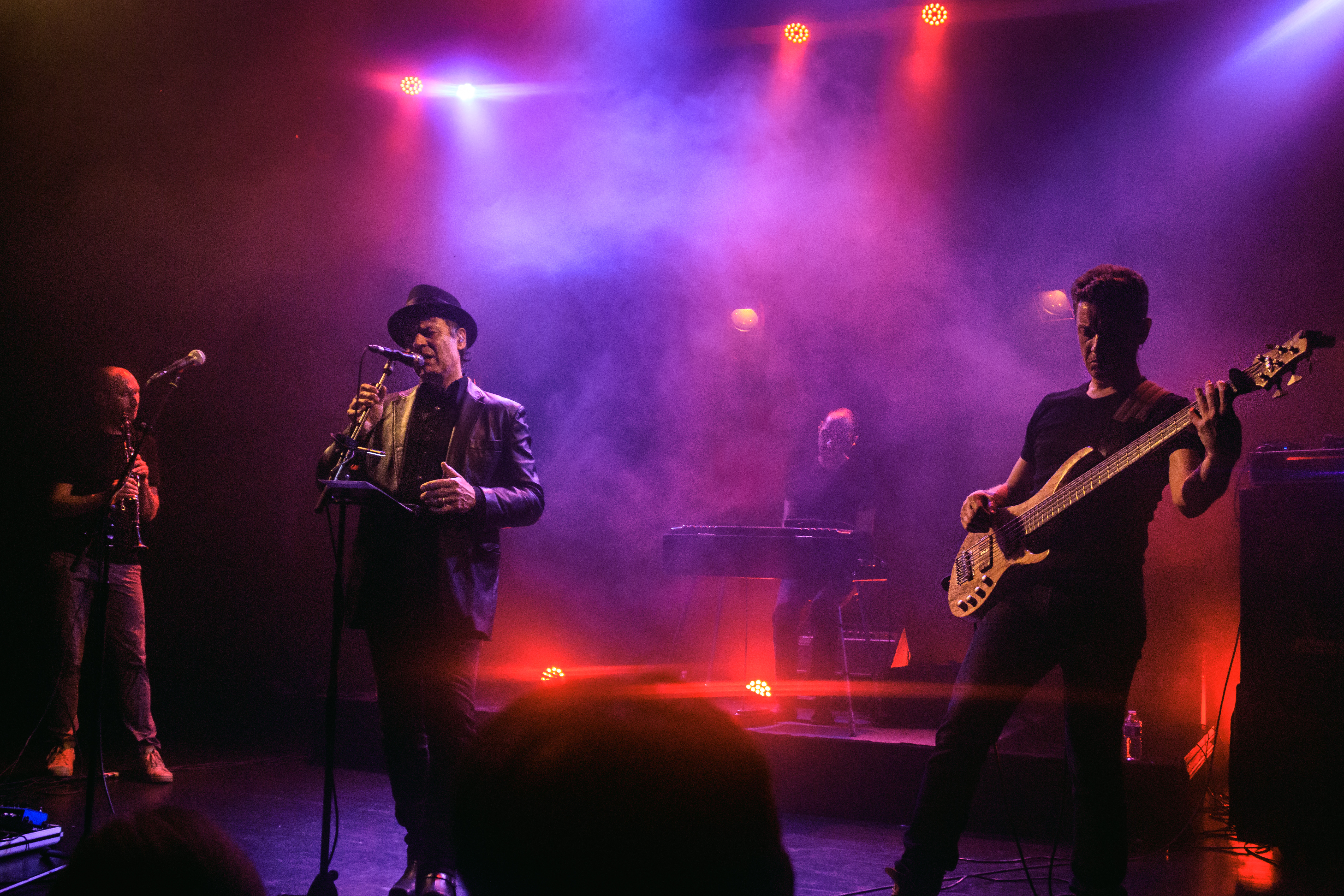
Denez interprète avec eux Marv eo ma mestrez

En 2022, des projets montés pendant la crise sanitaire voient le jour sur scène : « Supreme Folklore #1 », session musicale commune avec  'Ndiaz, née d'un documentaire diffusé sur France 3 Bretagne, et les chansons écrites pour Odyssea interprétées en mode concert avec Sarah Floc'h. Après une tournée des grands festivals bretons de l'été 2023 (FIL, Cornouaille, Tombées de la nuit, Filets bleus, Saint-Loup), le trio travaille à la réalisation d'un troisième album, dont la sortie est prévue le 5 octobre 2024. Le groupe se produit avec Denez Prigent en mars 2024, à la Philharmonie de Paris en mai, collabore avec une troupe de danse contemporaine, C’hoari et se produit à la Villa Médicis à Rome.
Le premier morceau extrait de l'album #3 est Loudia, sorti sous forme d'un clip le 25 juin et le second Aber, sorti le 20 septembre sur les plateformes, avant la sortie officielle de l'album le 5 octobre à La Carène (Brest). Trois invités participent à l'enregistrement : la chanteuse Sarah Floch, le guitariste Rudi Blass (Magma) et le percussionniste Antonin Volson
. Des joueurs de caisse claire du bagad Cap Caval participent à plusieurs morceaux en live, pour rythmer la marche Aber et le cercle circassien Stang.

## Style musical et influences

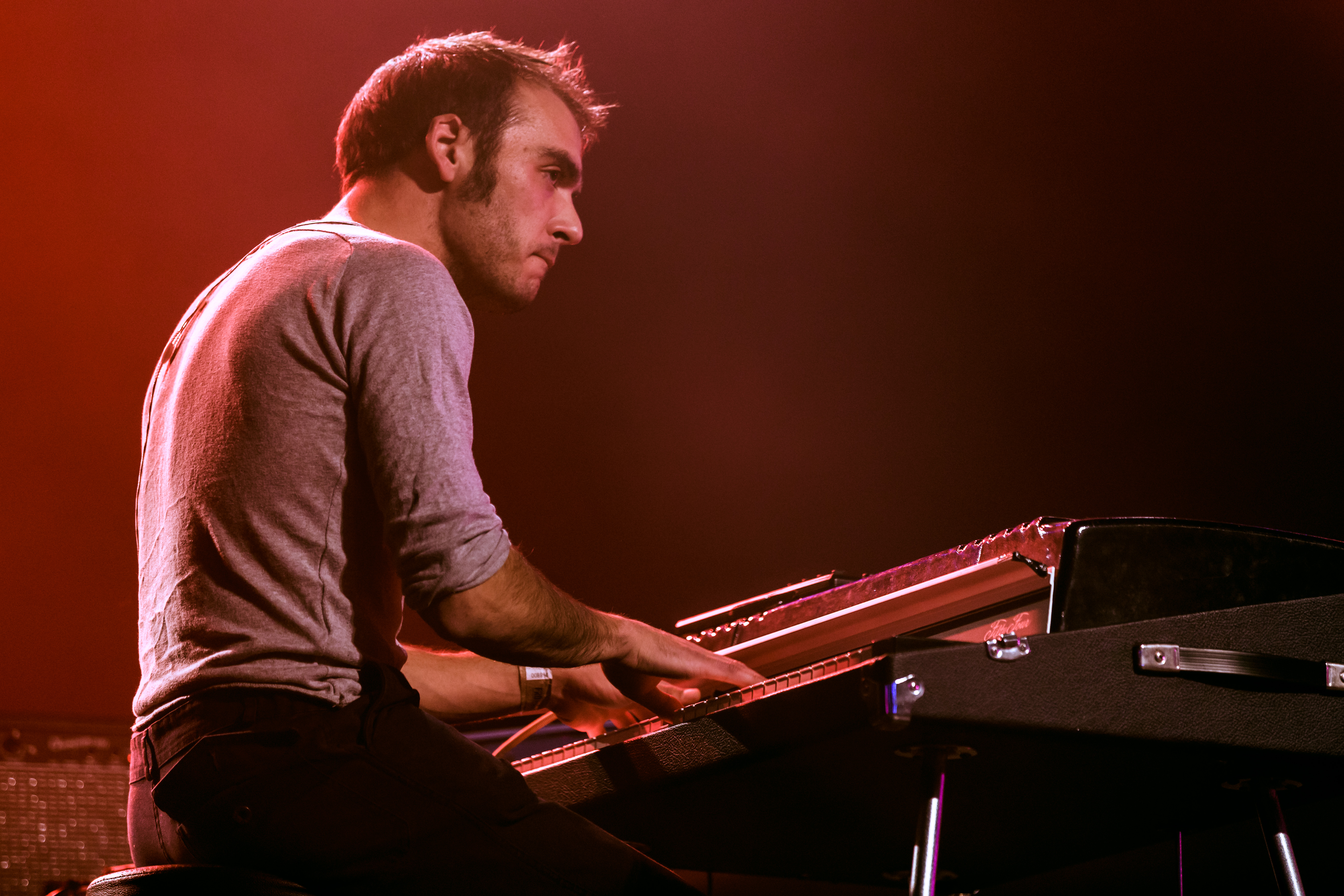
Romain Dubois au Fender Rhodes.

Émilien Robic et Samson Dayou baignent dans les musiques traditionnelles depuis leur enfance. Émilien est devenu sonneur au contact de la tradition et des différents répertoires traditionnels bretons chantés et sonnés, notamment en treujenn-gaol (clarinette  du  Centre-Bretagne). Samson a évolué dans le rock et jazz-rock fusion, à la basse. Romain Dubois, lui, a découvert le clavier Rhodes des années 1970 surtout utilisé dans le jazz et la composition pour la danse contemporaine avec les contraintes qui y sont liées.
Telle que la démarche d'Alan Stivell (dont le nom signifie « source ») dans les années 1970, ou d'Ar Re Yaouank (« les jeunes ») dans les années 1990, la volonté du groupe dans les années 2010 est d'explorer « une mer menant aux terres nouvelles du fest-noz ». Ainsi, Fleuves conduit la musique traditionnelle bretonne dans le courant des musiques actuelles : « une musique vivante et actuelle, puisque les gens la dansent ». Le choix d'esthétique musicale se veut plus moderne avec le jazz ou l’electro et un son qui va « à l’essentiel, avec une personnalité timbrale à nulle autre pareille ».
Les musiciens jouent principalement de la musique à danser. Ils ne partent pas forcément d'un thème de musique bretonne mais plutôt d'un pas de danse bretonne et après le développent à leur manière tout en respectant la logique du corps,. Ainsi, il y a à la fois le respect du « code social » envers les danseurs et l'audace d'« amener les gens avec nous sur une transe collective ». Dans Libération, le groupe avoue qu'il « ne revendique pas un enracinement territorial mais une qualité de lien social qui passe par la danse » : au travers de danses collectives notamment, le fest-noz actuel continue de mettre en mouvement une société entière,.
D'autre part, comme dans la tradition du chant breton, la gwerz notamment, il y a l'aspect d'une musique à écouter, une « dimension cinématographique propice à la rêverie ». Cela passe par des traitements mélodiques, arrangements et effets électroniques ou même du chant lorsqu'il est présent. L'analyste musical Arnaud Choutet note que chaque morceau est fait « de structures gigognes, fractales : sur une trame commune, les instrumentistes s'immiscent puis s'éclipsent, pour reproduire à d'autres échelles le même motif mélodique ».

## Membres

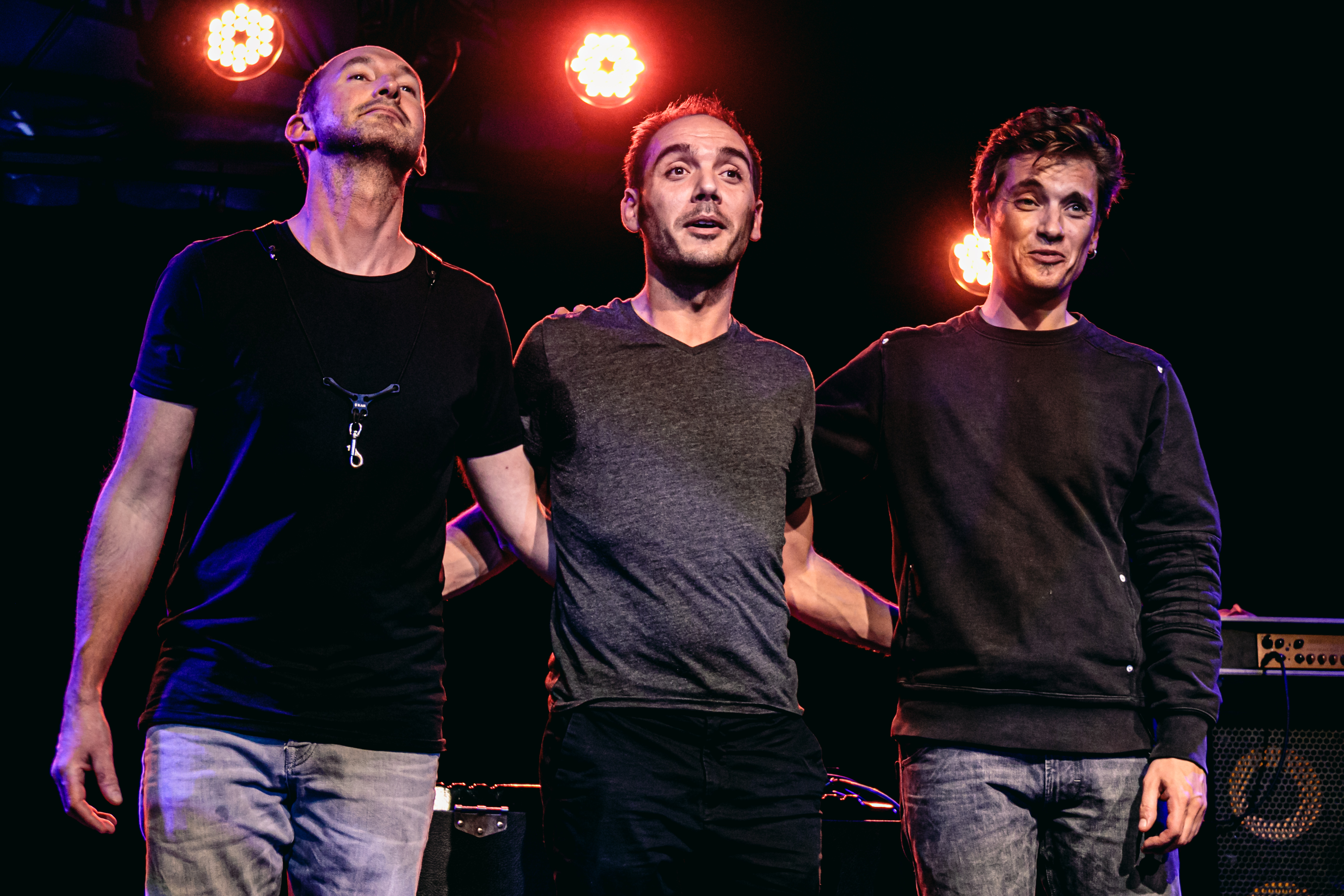
Émilien Robic, Romain Dubois et Samson Dayou en 2020.

- Samson Dayou - basse électrique et fretless, compositeur (depuis 2013)
- Romain Dubois - piano Fender Rhodes et programmations, compositeur (depuis 2012)
- Émilien Robic - clarinette et clarinette basse, compositeur (depuis 2012)

## Discographie

### EP
- 2021 : Odyssea (avec Sarah Floc'h)
- 2023 : Supreme Folklore #1 (avec 'Ndiaz)

### Compilations
- 2017 : Au cœur de la musique bretonne (titre : Hanter-dro)
- 2018 : #Fest (Tamm Kreiz, titre : Dañs Plinn)[61]
- 2018 : 40èmes Rencontres Trans Musicales de Rennes (titre : Tour)
- 2018 : Yaouank - Le plus grand fest-noz de Bretagne (Coop Breizh, titre : Dañs Fisel)[62]
- 2019 : Festival Cornouaille Kemper (titre : Le fil)
- 2019 : Musique celtique : Envie de Bretagne vol. 1 et 2 (titres : Dañs plinn, Valse à Olga)
- 2020 : Go Ouest (titre : Nina S)[63]
- 2020 : Fleuves 1 & 2 (double vinyle Coop Breizh, 17 titres)[64]
- 2021 : 50 ans Festival Interceltique de Lorient (double album, titre : Dañs plinn)

## Vidéographie

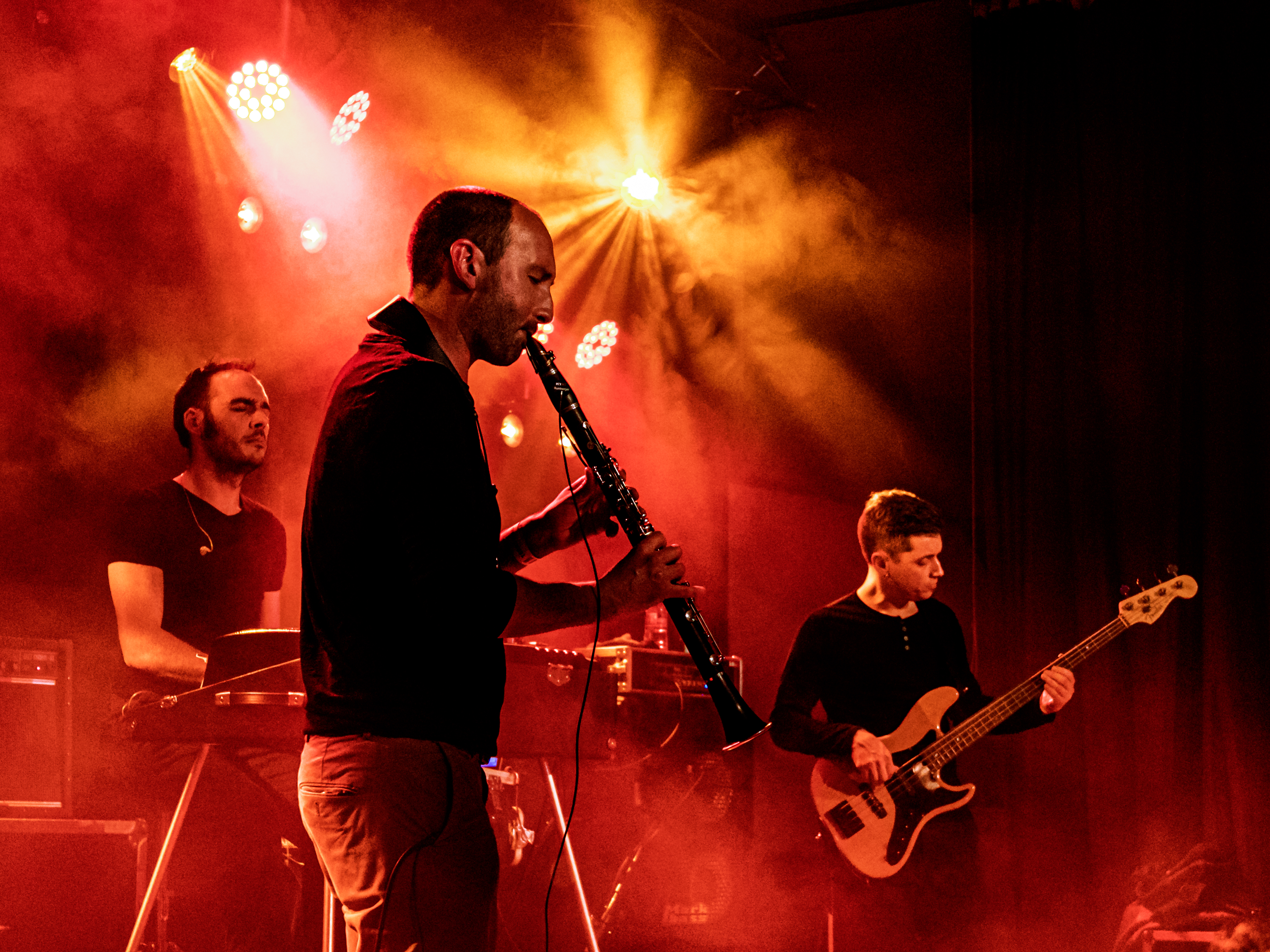
Fleuves à Glomel en 2019.

### Clips
| Année | Titre                      | Réalisation                            | Vidéo |
| ----- | -------------------------- | -------------------------------------- | ----- |
| 2020  | LOUD                       | Fleuves / Stéphanie Gaillard (danse)   | Lien  |
| 2021  | Me'zo ganet e kreiz ar mor | Youenn Chapalain / Suzie Babin (danse) | Lien  |
| 2024  | Loudia                     | Jérémy Kergourlay / Romain Dubois      | Lien  |

### Captations
- Festival interceltique de Lorient 2019, Lyo Production / France 3 [voir en ligne]
- Festival Yaouank 2013, 2016, 2019, TVR / France 3 Bretagne
- Suprême Folklore #1 (live croisé avec 'Ndiaz), 2021, France 3 Bretagne, 1h [voir en ligne]
- Fleuves : Escale musicale, dans le cadre des Fêtes maritimes de Douarnenez 2022, 2023, Tita B Production, 15 min. [voir en ligne]

### Bandes-sons
- Arvest Kafe, générique (Plinn) de l'émission diffusée sur Tébéo, TébéSud et TVR de 2015 à 2017
- Radio Naoned pebezh abadenn, générique (Moug) de la série documentaire en 7 épisodes de Anne Gouerou et Kenan an Habask, 2020, France 3 Bretagne [voir en ligne]
- La Bleue, film d'Alix Bettinger et Ronan Hervé, 2020, Cinémathèque de Bretagne [voir en ligne]
- Dañsal dindan ar glav, film de Goulwena an Henaff, 2021, France 3 Bretagne [voir en ligne]
- LSD, La série documentaire, émission de France Culture sur 4 épisodes, Le complexe rural, mai 2023 : [écouter en ligne]

### Documentaire
- Fleuves, rencontre à domicile, reportage d'Hervé Portanguen, 2020, KuB [voir en ligne]
- En fest-noz, il n’y a qu’un pas entre la danse, la transe et la jouissance, reportage de Jeanne Lacaille sur Fleuves, 2023, Radio Nova [écouter en ligne]

## Récompenses
- Prix Coup de cœur du jury du Prix Musical Produit en Bretagne en 2017 pour l'album Fleuves[65].
- Prix du jury du Grand prix du disque du Télégramme en 2019 pour l'album #2[47].

## Galerie

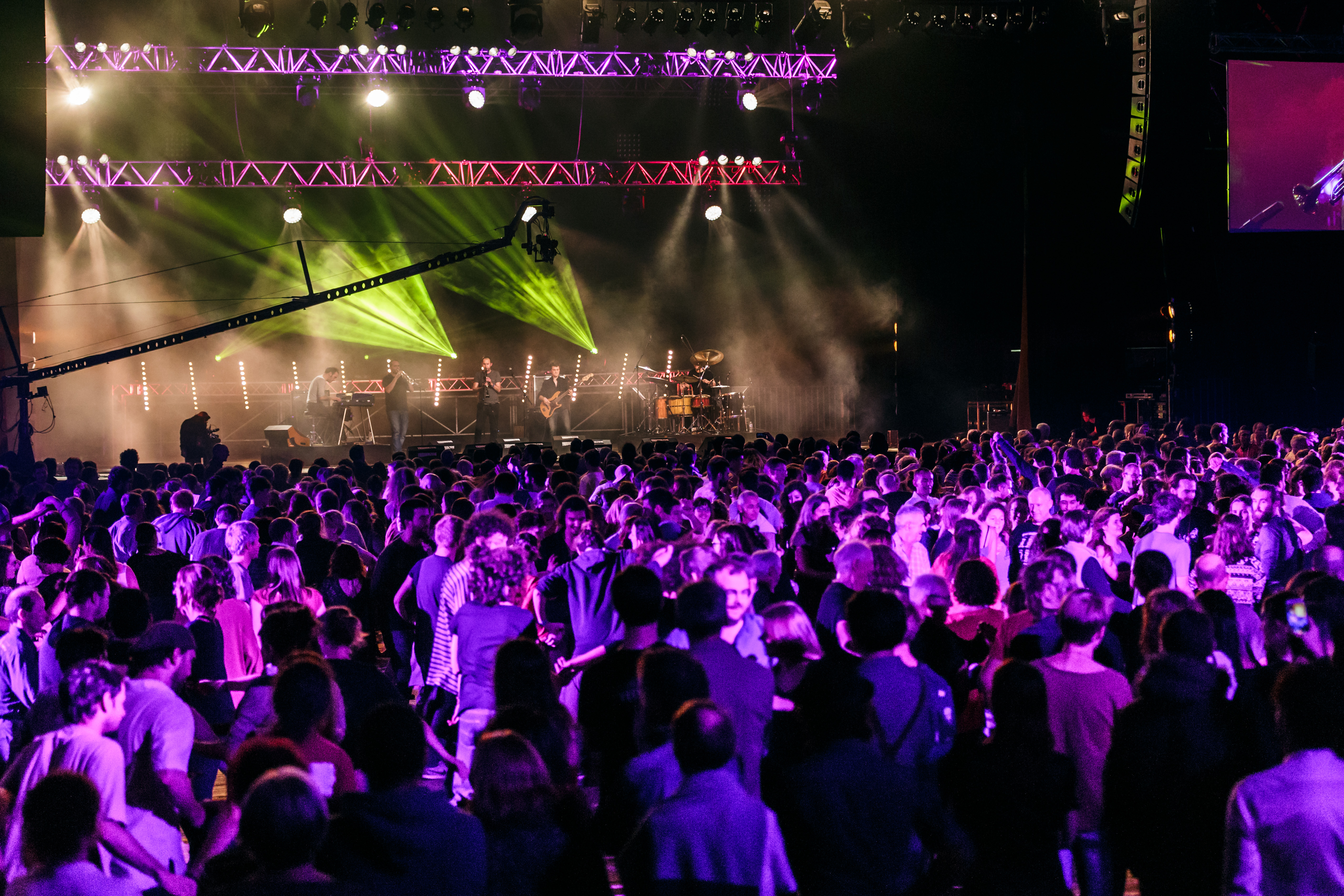
Festival Yaouank 2016 (en Quintet).
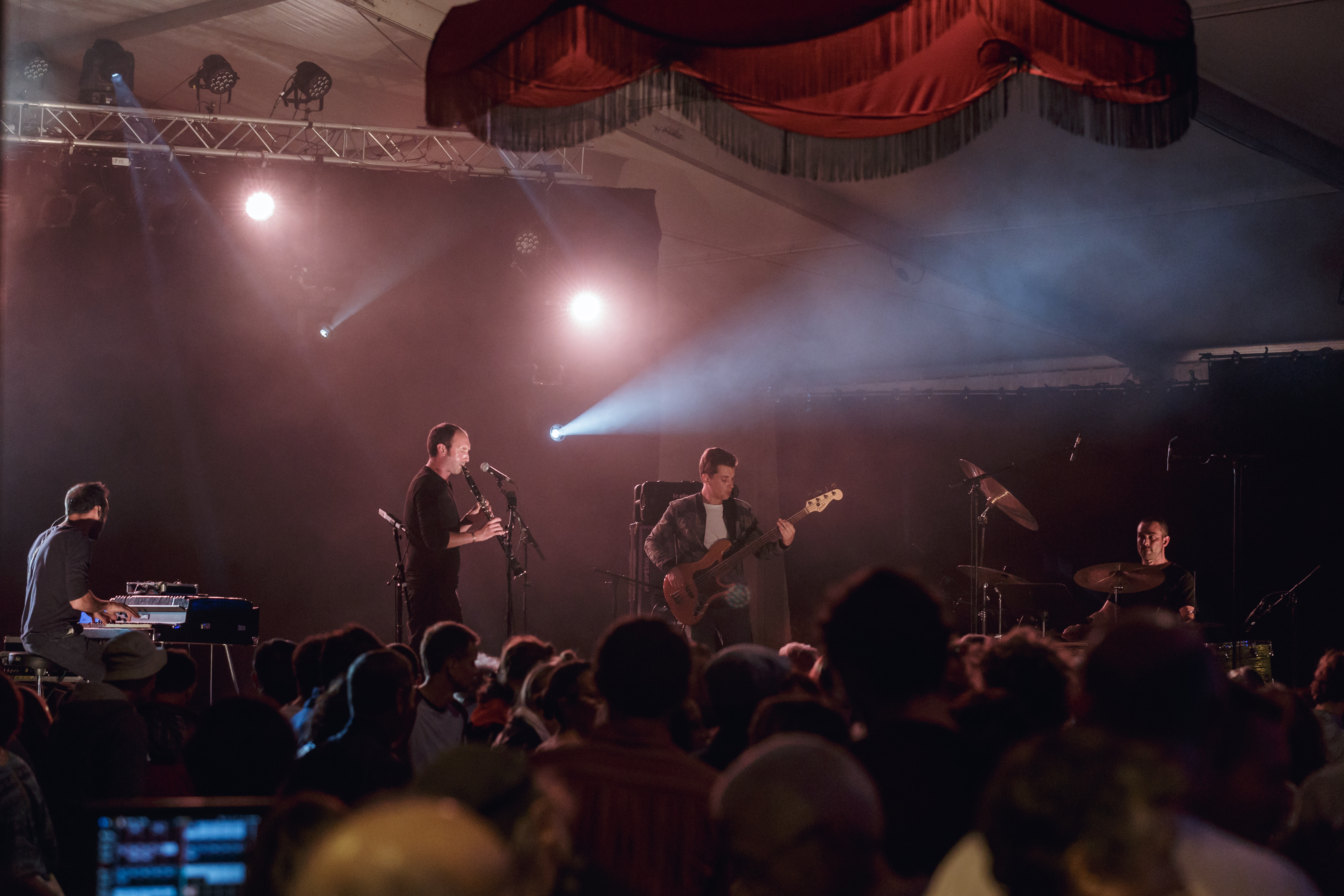
Festival de Cornouaille 2017 (en Quintet).
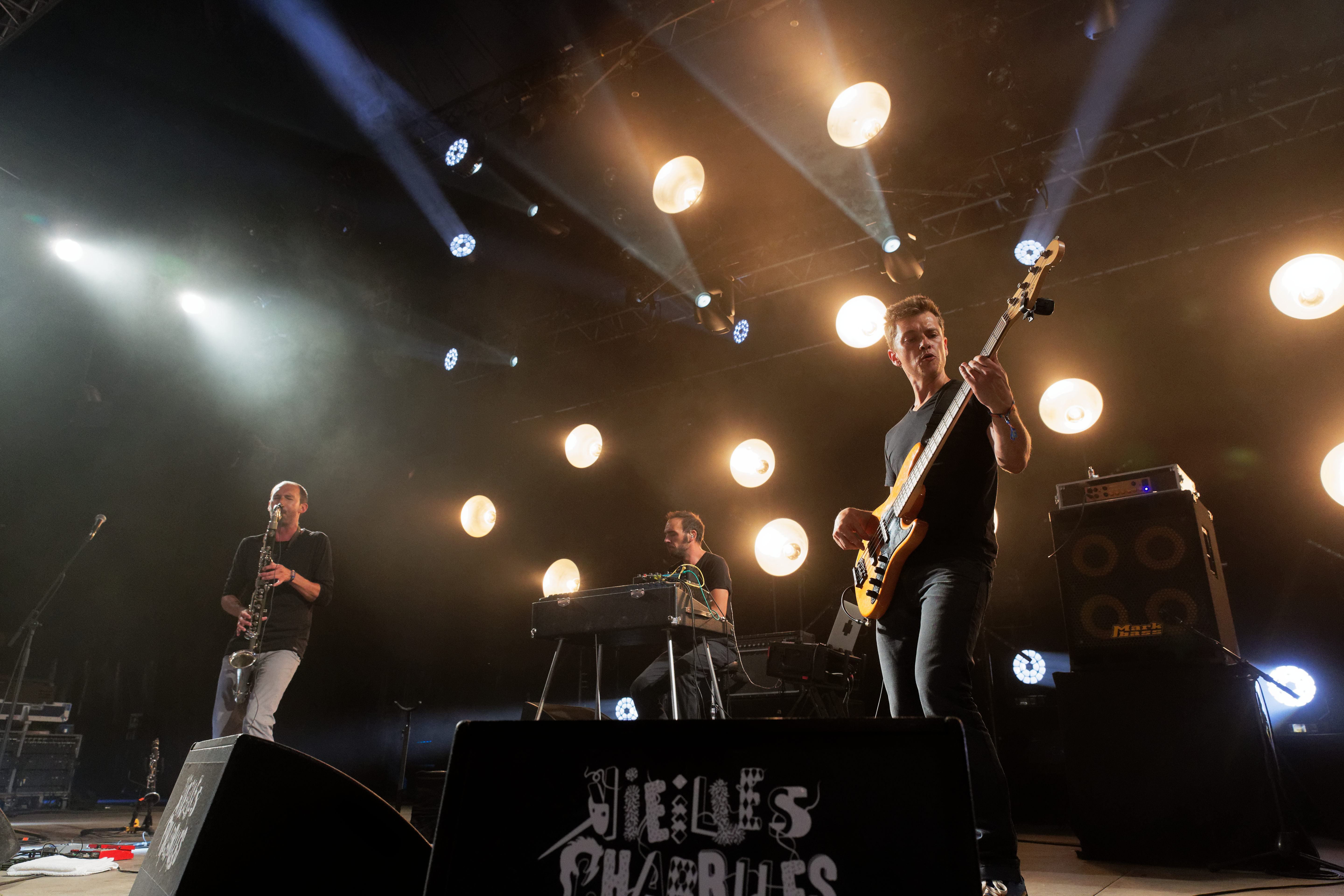
Vieilles Charrues 2019.
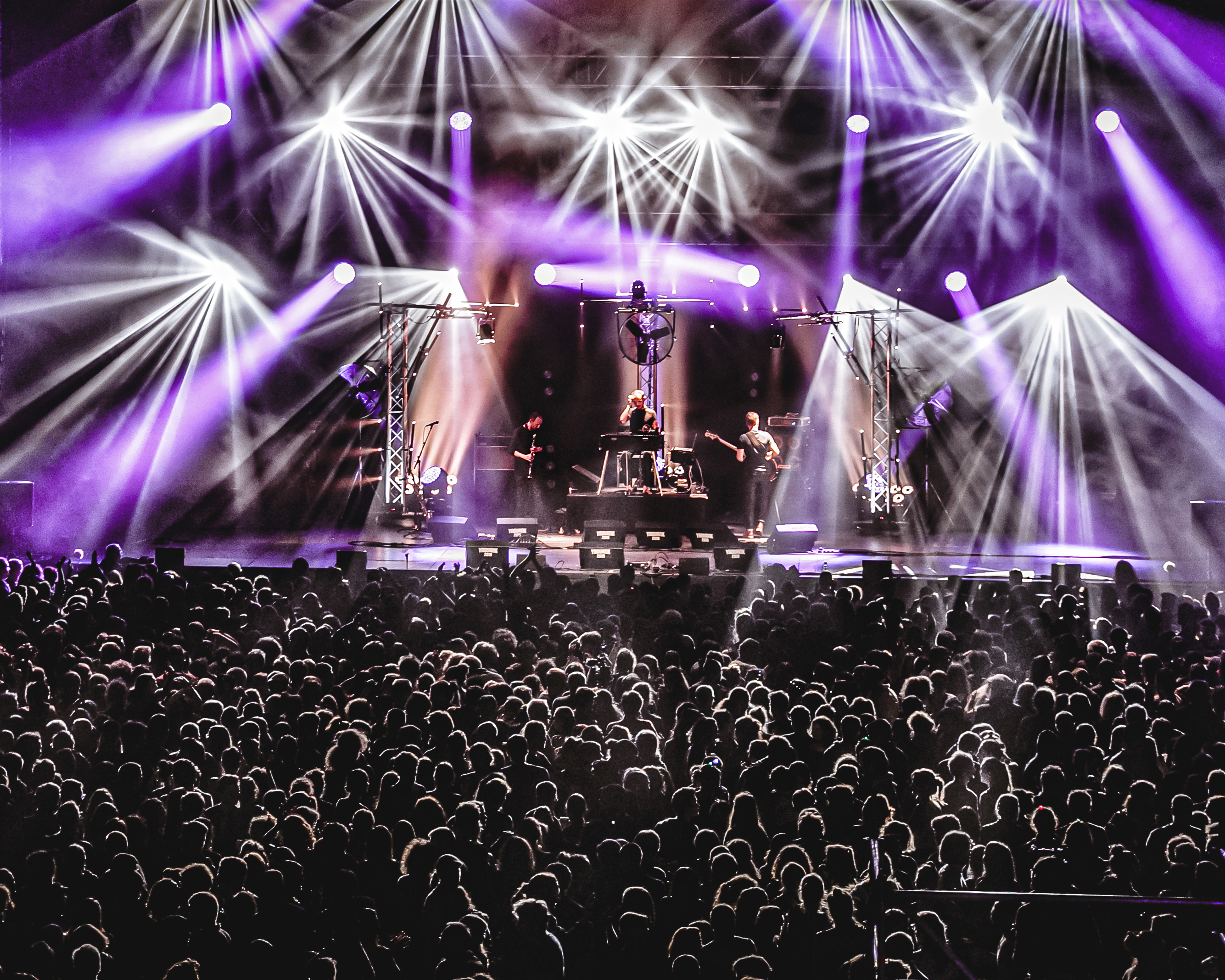
Fleuves & Lights à Yaouank 2019.
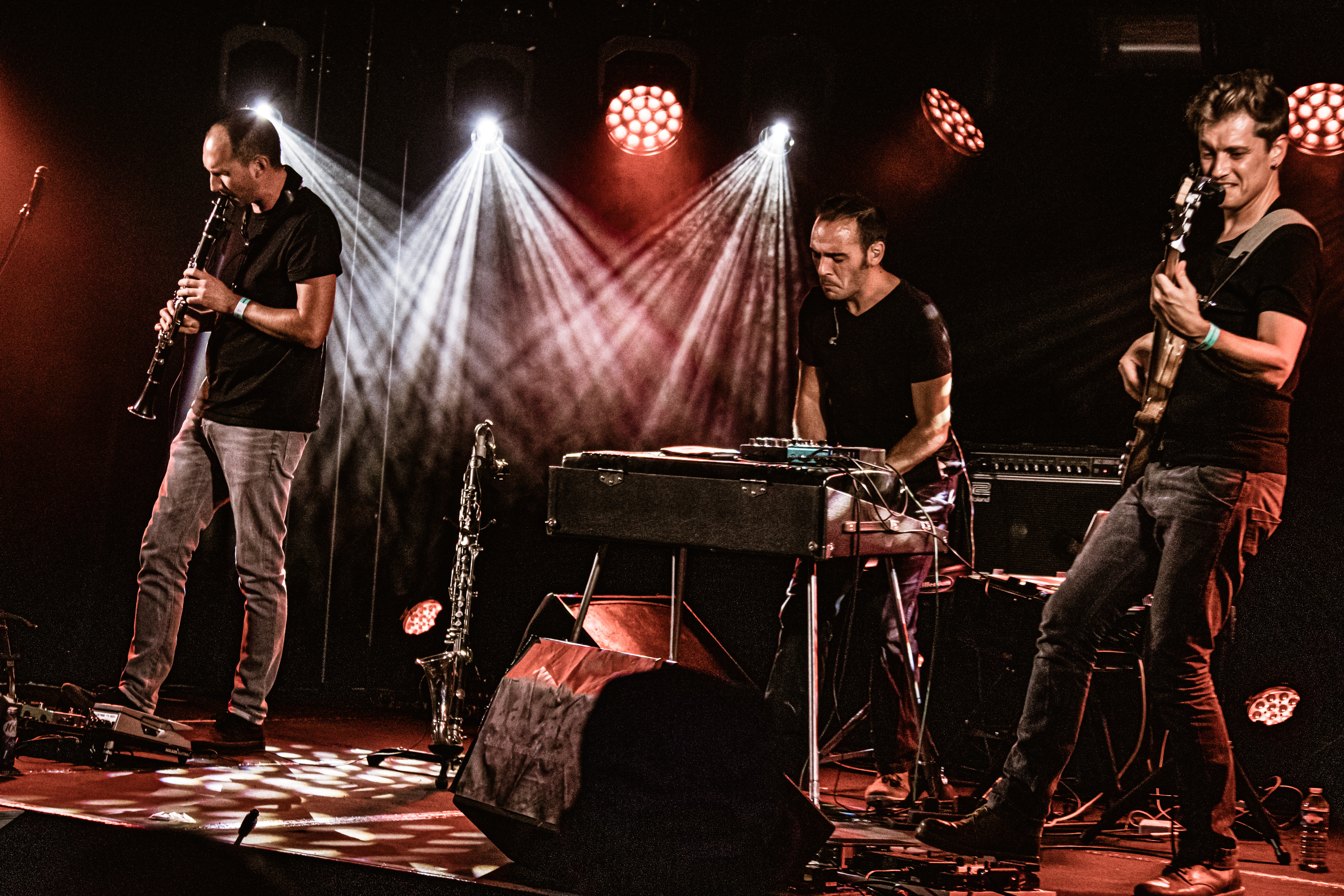
La Carène (Brest) en 2020
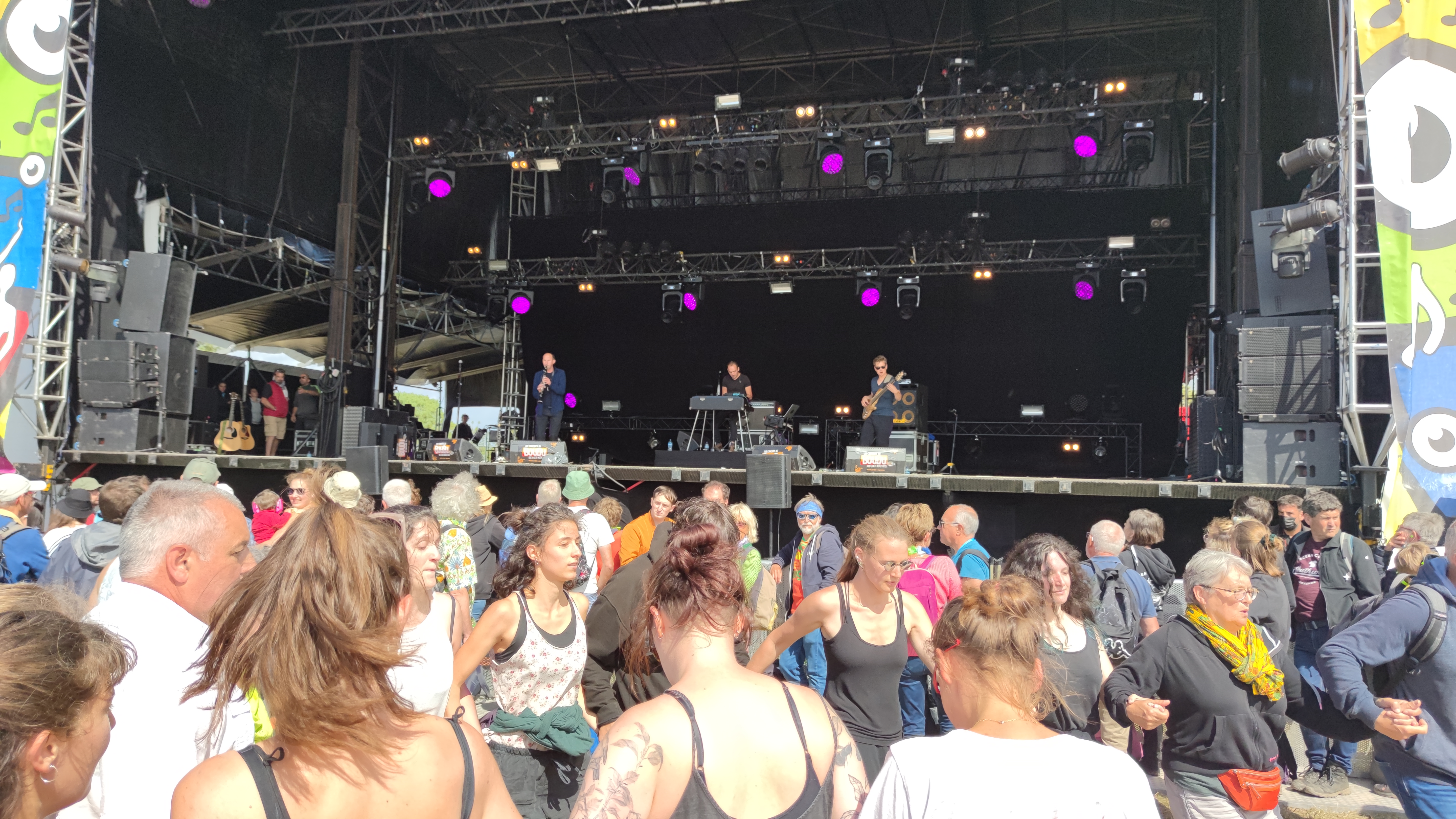
Festival du Bout du monde 2021
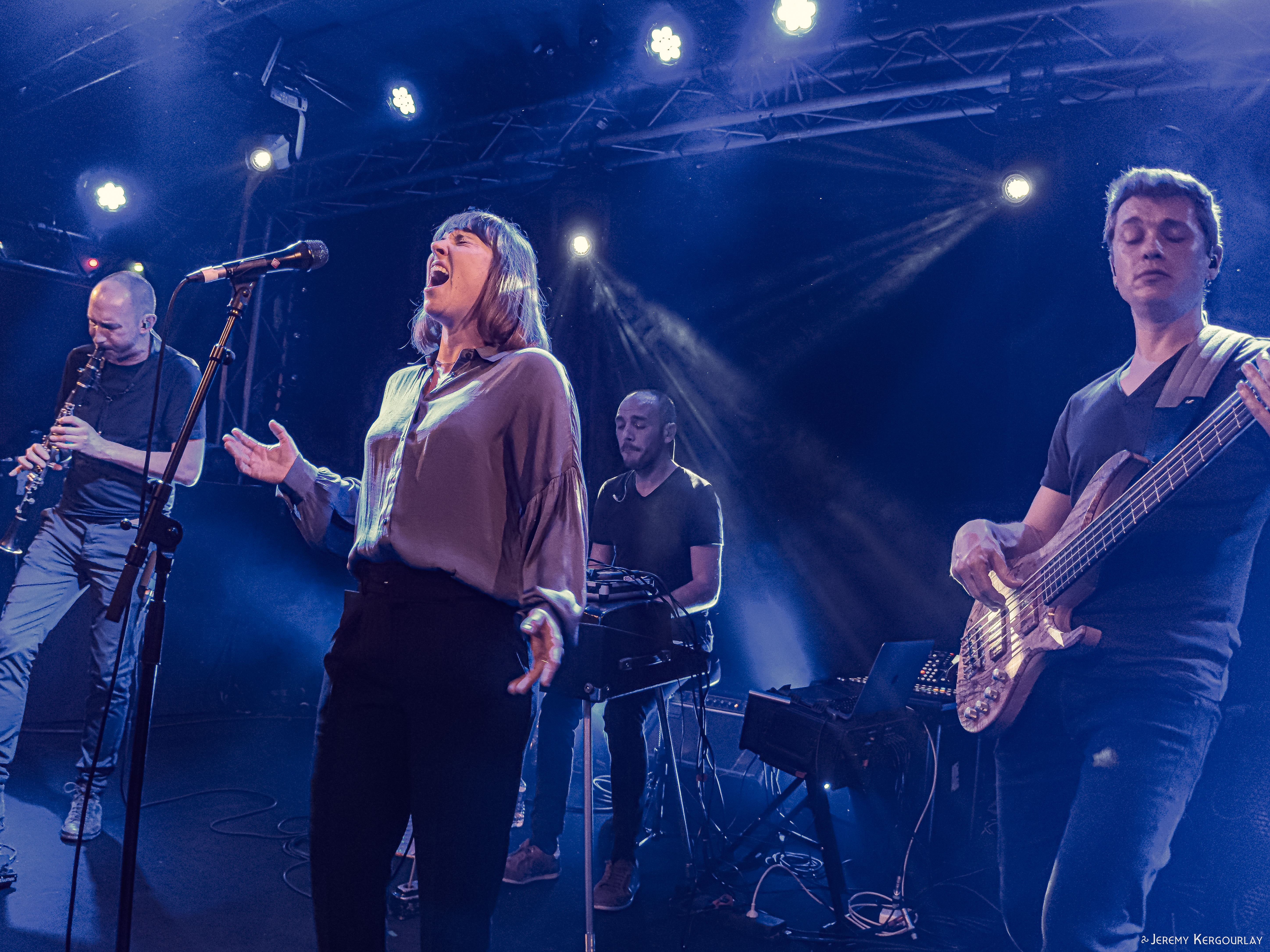
avec Sarah Floc'h en 2023